# Crataegus okanaganensis
Crataegus okanaganensis — вид квіткових рослин із родини трояндових (Rosaceae).

## Біоморфологічна характеристика
Це кущ 30–60 дм заввишки, часто багатостовбурний. Нові гілочки слабо запушені, 1-річні від середньо до темно-коричневого кольору; колючки на гілочках вигнуті, насичено-коричневі й блискучі молодими, зазвичай міцні, 2–4(5) см. Листки: ніжки листків 1–2 см, рідко-волохаті й залозисті чи не залозисті молодими; пластини глянцеві особливо молодими, часто червонуваті, голі, від яйцюватих до яйцювато-ромбічних чи ± довгастих, 3.5–6 см, основа від закругленої до клиноподібної, частки 0–4 на кожному боці, верхівки часток гострі, краї 2-пилчасті, нижня поверхня гола, жилки волосисті, верх густо притиснуто-волосистий. Суцвіття 10–20-квіткові. Квітки 12–15 мм у діаметрі; гіпантій ворсинчастий (при основі) чи голий; чашолистки вузько-трикутні, 4–6 мм; тичинок 5 або 10; пиляки кольору слонової кістки, рідко дуже блідо-рожеві. Яблука яскраво-червоні молодими (середина — кінець серпня), старші зазвичай від бордового до насичено-пурпурного забарвлення, іноді майже чорні (середина вересня), яйцеподібні, 8 мм у діаметрі, або круглі та 10 мм у діаметрі, голі чи волохаті. Період цвітіння: квітень; період плодоношення: вересень і жовтень.

## Ареал
Ендемік північного заходу США (Айдахо, Монтана) й південного заходу Канади (Британська Колумбія).